# Cossedia hyriodes
Cossedia hyriodes är en fjärilsart som beskrevs av George Francis Hampson 1912. Cossedia hyriodes ingår i släktet Cossedia och familjen trågspinnare. Inga underarter finns listade i Catalogue of Life.